# Où je n'ai jamais habité
Pour plus de détails, voir Fiche technique et Distribution.
Où je n'ai jamais habité (Dove non ho mai abitato) est un film italien sorti en 2017 et réalisé par Paolo Franchi.

## Synopsis
Francesca est la fille unique de Manfredi, architecte réputé de Turin, à qui elle rend rarement visite de Paris, où elle vit avec son mari. Cloué au lit à cause d’un accident, Manfredi demande à Francesca de le remplacer sur un projet de villa au bord d’un lac, pour lequel elle se retrouve à collaborer avec le “dauphin” de son	père, le fascinant Massimo, sur la cinquantaine. Alors que leurs rapports sont dans un premier temps conflictuels, naîtra entre les deux personnages une complicité professionnelle et des sentiments qui les conduiront, peut-être pour la première fois de leur vie à découvrir leurs propres natures et à affronter leurs destins.

## Fiche technique
- Titre français : Où je n'ai jamais habité[1] ou Là où je n'ai jamais habité[2]
- Titre original : Dove non ho mai abitato
- Réalisation : Paolo Franchi
- Scénario : Rinaldo Rocco, Paolo Franchi, Daniela Ceselli
- Sociétés de production : Pepito Produzioni, Rai Cinema
- Pays de production :  Italie
- Langue originale : italien
- Format : Couleurs
- Genre : Drame
- Durée : 97 minutes
- Date de sortie :
  - Italie : 12 octobre 2017
  - France : 26 janvier 2018[1],[2]

## Distribution
- Emmanuelle Devos : Francesca
- Fabrizio Gifuni : Massimo
- Giulio Brogi : Manfredi
- Hippolyte Girardot : Benoit
- Giulia Michelini : Giulia
- Fausto Cabra : Paolo
- Jean-Pierre Lorit : Claudio Ferri
- Naike Rivelli : Stefania
- Valentina Cervi : Laura
- Yorgo Voyagis : Theo
- Isabella Briganti : Sandra
- Alexia Florens : Lena
- Aartza : Le petit-ami de Lena